# Piccolo Consiglio
Il Piccolo Consiglio era l'organo direttivo collegiale dei cantoni urbani e delle città ad essi soggette della Confederazione Elvetica che si sviluppò a partire dal XIV secolo.

## Storia e composizione
Il Piccolo Consiglio nacque nel XIV secolo e riuniva al suo interno la cerchia di famiglie e persone più facoltose del cantone urbano o della città. Questo consiglio era presieduto dallo scoltetto o dal borgomastro, riuniva al suo interno i magistrati cittadini più importanti e dai dieci ai cinquanta cittadini. I membri di questo consiglio venivano eletti annualmente o semestralmente dai cittadini o dalle differenti entità preposte alla votazione. Questo consiglio aveva numerosi incarichi e poteri, difatti si occupava di prendere decisioni in campo di politica interna ed estera, inoltre riuniva le più importanti funzioni giudiziarie e amministrative. Inoltre i membri esercitavano la loro carica a vita, perciò era consigliato poter vantare un'elevata quantità di ricchezze oltre che una buona stabilità economica.
Dal 1798 al 1803 nei vari cantoni della Confederazione quest'organo scomparve, questi riapparvero, come detto, nel 1803 sotto forma di Governi Cantonali, ma sempre con il nome di Piccolo consiglio. Fu solo nel XIX secolo che il termine Piccolo Consiglio fu sostituito da quello di Consiglio di Stato. Diversamente a quanto accade nella maggior parte della Svizzera, il Cantone dei Grigioni mantenne questa denominazione fino al 1971.